# Laienschwester
Laienschwester (lat. soror laicale, donata oder conversa) war eine Form des Lebens für Ordensschwestern innerhalb einer Ordensgemeinschaft. Im Gegensatz zu den Chorschwestern, die in manchen Orden auch als Lehrerinnen oder im Studium aktiv waren, waren die Laienschwestern für einfache, meist körperlich anstrengende Arbeiten in Haus und Garten zuständig oder betreuten in Orden mit sogenannter päpstlicher Klausur die Pforte bzw. führten Besorgungen durch.

## Geschichte
Die Unterscheidung zwischen Chor- und Laienschwestern gab es nur in den monastischen und einigen aktiven Orden. Sie beruhte ursprünglich darauf, dass die Chorschwestern meist von adliger Herkunft waren und deshalb lesen konnten. Die Laienschwestern waren weniger gebildet und konnten nur selten lesen und schreiben. Die Chorschwestern hatten umfangreichere Gebetsverpflichtungen und beteten das große Chorgebet (Stundengebet) in lateinischer Sprache, die Laienschwestern dagegen beteten ein im Umfang und Aufwand reduziertes Stundengebet in der Landessprache bzw. mancherorts statt der Tagzeiten des Stundengebets das deutsche Vaterunser oder Rosenkranzgesätze. Im Gegensatz zu den Chorschwestern legten Laienschwestern statt feierlichen oft nur einfache Gelübde ab.
Die Laienschwestern unterschieden sich von den Chorschwestern auch durch die Tracht. In einigen Ordensgemeinschaften hatten sie kein Stimmrecht im Kapitel.
In der Französischen Revolution hob die Verfassunggebende Nationalversammlung 1790 per Gesetz die Unterscheidung in Chor- und Laienschwestern auf.
Dem folgte Papst Pius XII. 160 Jahre später und hob durch die apostolische Konstitution Sponsa Christi vom 21. November 1950 die Unterscheidung in Chor- und Laienschwestern auf.
Das Zweite Vatikanische Konzil beauftragte im Dekret Perfectae caritatis die Ordensgemeinschaften, sich vermehrt ihren Ursprüngen zuzuwenden und ihre Konstitutionen zu erneuern. Heute sind alle Mitglieder eines Konvents mit feierlicher Profess im Kapitel stimmberechtigt, haben die gleichen Rechte und Gebetsverpflichtungen.